# Mounds (Illinois)
Mounds és una població dels Estats Units a l'estat d'Illinois. Segons el cens del 2000 tenia 1.117 habitants.

## Demografia
Segons el cens del 2000, Mounds tenia 1.117 habitants, 407 habitatges, i 264 famílies. La densitat de població era de 353,5 habitants/km².
Dels 407 habitatges en un 36,1% hi vivien nens de menys de 18 anys, en un 35,1% hi vivien parelles casades, en un 24,6% dones solteres, i en un 35,1% no eren unitats familiars. En el 31,9% dels habitatges hi vivien persones soles el 15,5% de les quals corresponia a persones de 65 anys o més que vivien soles. El nombre mitjà de persones vivint en cada habitatge era de 2,62 i el nombre mitjà de persones que vivien en cada família era de 3,33.
Per edats la població es repartia de la següent manera: un 33,4% tenia menys de 18 anys, un 7,9% entre 18 i 24, un 22,2% entre 25 i 44, un 18,3% de 45 a 60 i un 18,3% 65 anys o més.
L'edat mediana era de 33 anys. Per cada 100 dones de 18 o més anys hi havia 75,5 homes.
La renda mediana per habitatge era de 17.727 $ i la renda mediana per família de 20.125 $. Els homes tenien una renda mediana de 27.500 $ mentre que les dones 16.250 $. La renda per capita de la població era d'11.035 $. Aproximadament el 38,1% de les famílies i el 42,8% de la població estaven per davall del llindar de pobresa.

## Poblacions més properes
El següent diagrama mostra les poblacions més properes.